# Manfred Siering

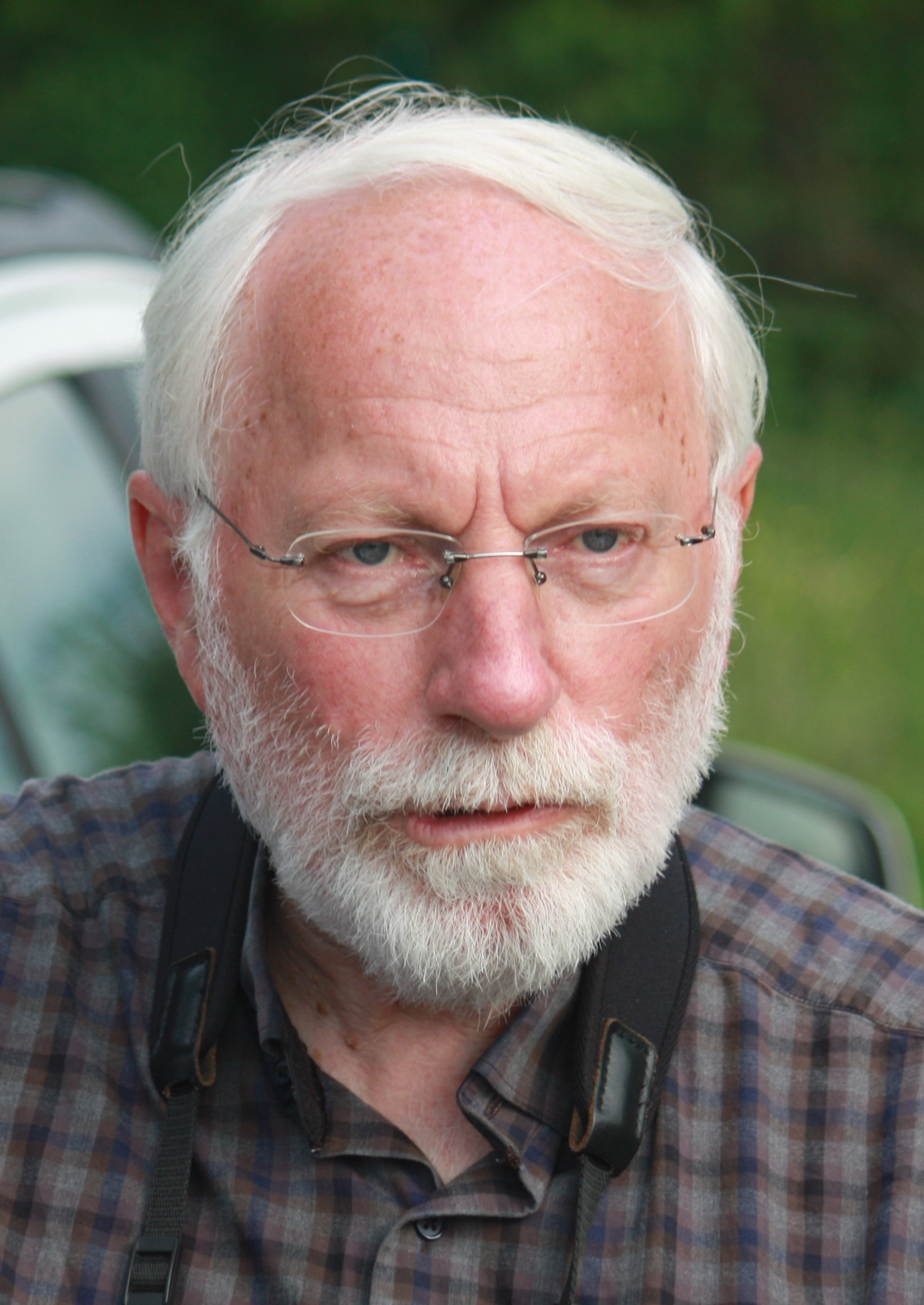
Manfred Siering am Ismaninger Speichersee (2019)

Manfred Siering (* 10. November 1946 in München) ist ein deutscher Naturschützer.

## Leben
Siering war seit seiner Jugendzeit von der Vogelwelt fasziniert. Der gelernte Bankkaufmann arbeitete zunächst bei einer spanischen Bank, bevor er 1978 Geschäftsführer des Landesbundes für Vogelschutz in Bayern e.V. (LBV) wurde.
Nach dreijähriger Tätigkeit in Hilpoltstein wechselte Siering nach München, wo er bis zu seinem Ruhestand bei der Münchner Großmarkthalle arbeitete, zuletzt im öffentlichen Dienst.
1972 wurde er Mitglied der 1897 gegründeten Ornithologischen Gesellschaft in Bayern e.V.
Zunächst arbeitete er dort als Schriftführer und als Stellvertretender Erster Vorsitzender. Seit 1996 ist er der Vorsitzende der Ornithologischen Gesellschaft in Bayern e.V.
Seit Jahrzehnten ist er aktives Mitglied des LBV. Seit 1985 leitet er die Ortsgruppe Grünwald-Straßlach-Dingharting des Bund Naturschutz in Bayern e.V. (BN) und ist dort auch für die Öffentlichkeitsarbeit zuständig.
Durch Exkursionen, Interviews und Vorträge begeistert er viele Menschen für den Schutz der Natur und erklärt Wissenswertes über die Zusammenhänge der Lebewesen, Ökologie und Lebensräume. So ist er beispielsweise seit 1967 Dozent für Naturkunde an der Münchner Volkshochschule. Außerdem ist er Freier Mitarbeiter der Sektion Ornithologie  der Zoologischen Staatssammlung München.
Er kooperiert mit vielen Institutionen und gilt als kenntnisreicher Berater der Naturschutzbehörden. Seit Jahrzehnten setzt er sich beispielsweise für den Erhalt des Europareservats „Ismaninger Speichersee“ ein – gemeinsam mit dem Bayerischen Naturschutzfonds, der Höheren Naturschutzbehörde der Regierung von Oberbayern und der Gebietsbetreuung.
Ferner hat Siering zahlreiche Gutachten und Stellungnahmen im Rahmen der Beteiligung der Träger öffentlicher Belange bei naturschutzrechtlichen Inschutznahmeverfahren sowie Bauleitplanverfahren erstellt.
Er leitet außerdem jährliche natur- und vogelkundliche Reisen wie nach Costa Rica, Kolumbien, Nicaragua, Panama, Mexiko, Vietnam, Myanmar, Indien, Iran, Syrien, Jemen, Jordanien, Türkei, Türkische Ägäis, Ostpontisches Gebirge, Tunesien, Usbekistan, Kirgisien, Kasachstan, Marokko, Ägypten und Sinai, Spanien, Angola und Namibia, Kamerun, Äthiopien, Senegal (Casamance) oder Tansania, wo er sich stets als exzellenter Artenkenner erweist.
Seit 2014 ist Manfred Siering stellvertretender Vorsitzender der BN Kreisgruppe München.

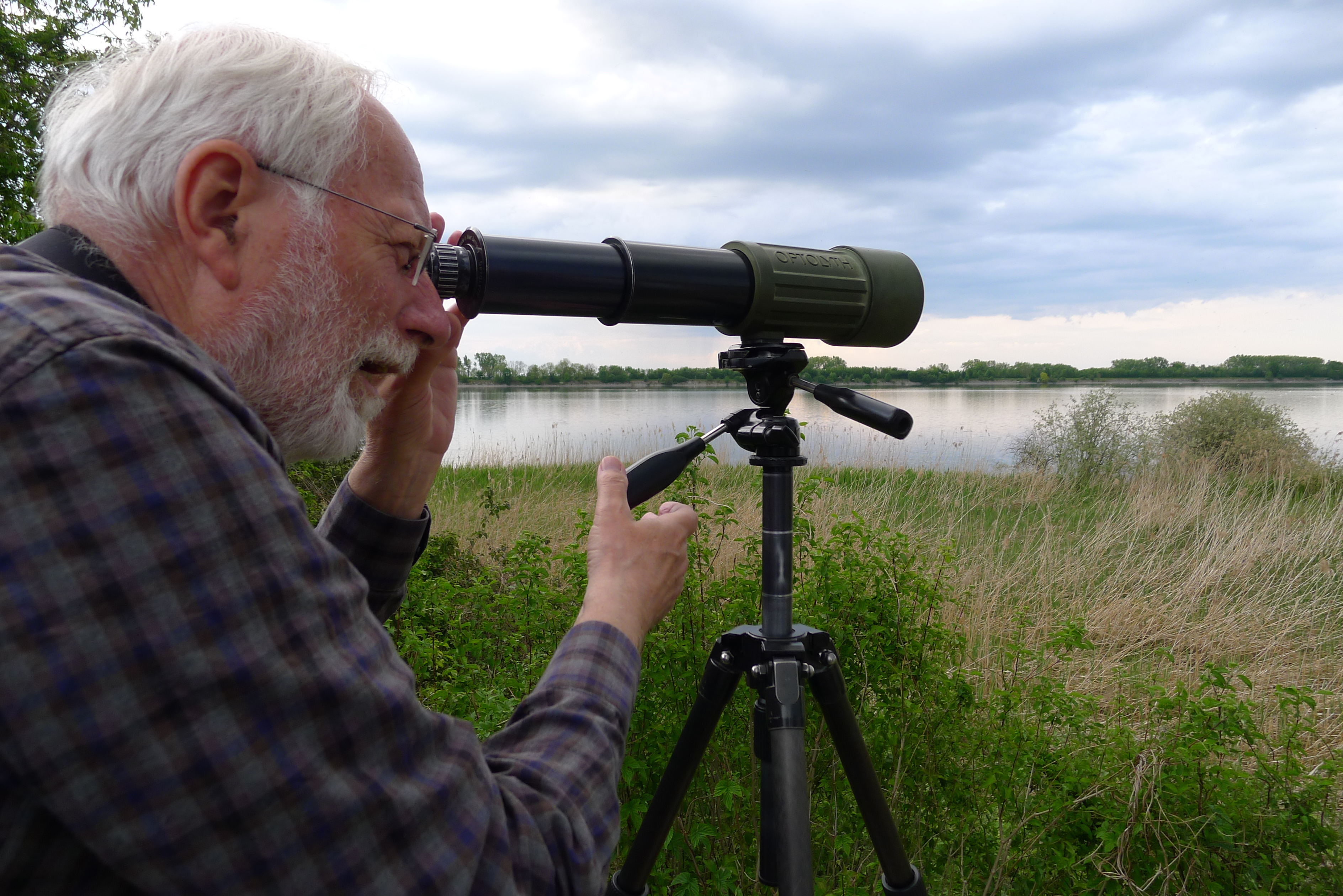
Manfred Siering im Europareservat „Ismaninger Speichersee“

## Ehrungen und Auszeichnungen
2009 wurde Siering das Bundesverdienstkreuz am Bande verliehen. In der Laudatio betonte der damalige Bayerische Staatsminister für Umwelt und Gesundheit, Markus Söder, die große persönliche Einsatzbereitschaft, mit der sich der Geehrte als ehrenamtlich tätiger Ornithologe mit Leib und Seele in vielseitiger Weise um unseren Lebensraum verdient gemacht hat.
2014 wurde er mit der Bayerischen Naturschutzmedaille ausgezeichnet.

## Schriften
- M. Siering: Der Blutspecht – jüngster Einwanderer in Bayerns Vogelwelt. In: Vogelschutz. Heft 2, 1980, S. 28.
- M. Siering: Nimmt die Mandarinente Aix galericulata am Stadtrand Münchens zu? In: Anz. ornithol. Ges. Bayern. Band 29, 1990, S. 166–169.
- M. Siering: Die Schellente Bucephala clangula als Brutvogel in Bayern mit Anmerkungen zur Bestandsentwicklung in Deutschland und Europa. In: Avifaun. Bay. Band 1, 2004, S. 129–135.
- Walter Wüst: Avifauna Bavariae. (Kapitel über Baumpieper, Braun- und Schwarzkehlchen sowie Fitis und Zilpzalp).
- Einhard Bezzel u. a.: Brutvögel in Bayern. Verbreitung 1996 bis 1999. Ulmer, Stuttgart 2005. (Kapitel über Mandarinente, Mehl- und Rauchschwalbe, Fitis und Zilpzalp, Gebirgs- und Bachstelze sowie den Baumpieper).
- Weitere Veröffentlichungen: Literatur. In: ZOBODAT.at. OÖ Landes-Kultur GmbH